# Moment Game
Moment Game é uma jogo on-line de um fotógrafo de skate, onde fotógrafo profissional é o jogador. O nome Moment vem do vocabulário dos skatistas, seria o momento exato de uma manobra. O jogo foi lançado no Brasil em 13 de Abril de 2010 pela revista Vista Skateboard Art, sua versão beta foi lançada em 2009.
O jogo é baseado na vida de um fotógrafo de skate, é como você assitir um video de skate e ao mesmo tempo fazer Screenshot da tela. Como na vida real de um fotógrafo você tem que fazer as melhores fotos e vende-las.
O jogo é também o primeiro a possuir a opção de criação de fotografias de skate.

## Skatistas e fotógrafo
O game conta com a participação do fotógrafo Flavio Samelo, e dos skatistas Luis Apelão, Patrick Mazzuchinni, Laurence Reali, Carlos Ique, Douglas Molocope, Lucas Xaparral e Milton Martinez.